# Portal Tomb von Tubbrid

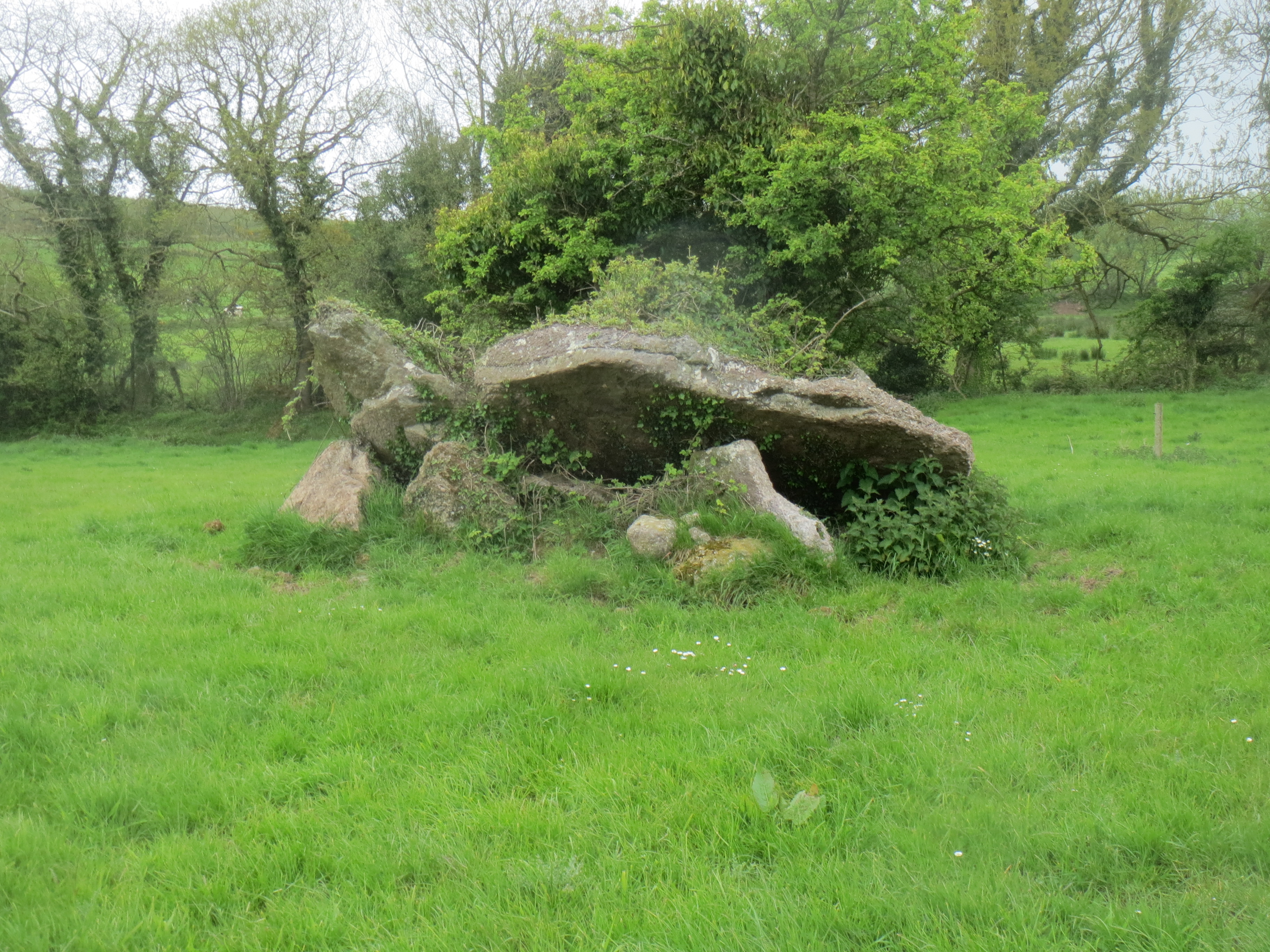
Portal Tomb von Tubbrid

Das kollabierte Portal Tomb von Tubbrid liegt etwa 20,0 m westlich vom Fluss Pil, in einem engen Tal, südlich von Grantstown im Townland Tubbrid (irisch Tiobraid) im County Kilkenny in Irland. Als Portal Tombs werden auf den Britischen Inseln Megalithanlagen bezeichnet, bei denen zwei gleich hohe, aufrecht stehende Steine mit einem Türstein dazwischen, die Vorderseite einer Kammer bilden, die mit einem zum Teil gewaltigen Deckstein bedeckt ist.
Das Ost-West orientierte Portal Tomb liegt in der Mitte der Reste eines Cairns von etwa 10,0 m Durchmesser, an einem Hang. Der 4,5 m lange, 2,6 m breite und 1,4 m dicke Deckstein ist in zwei Teile zerbrochen. Seine Ostseite wird von einem einzelnen 1,7 m hohen vergleichsweise zierlichen Portalstein gestützt. Die Seitensteine und der Endstein sind nach innen gefallen und liegen unter dem Deckstein. 
In der Nähe liegt das Ringfort von Barrabehy (irisch Barr Beithe).